# Велюштец
Велюштец (болг. Велющец) — село в Благоевградской области Болгарии. Входит в состав общины Струмяни. Находится примерно в 7 км к юго-западу от центра села Струмяни и примерно в 48 км к югу от центра города Благоевград. По данным переписи населения 2011 года, в селе  проживало 7 человек, преобладающая национальность — болгары.

## Население
| Год     | 1934 | 1946 | 1956 | 1965 | 1975 | 1985 | 1992 | 2001 | 2011 |
| ------- | ---- | ---- | ---- | ---- | ---- | ---- | ---- | ---- | ---- |
| Жителей | 354  | 403  | 346  | 204  | 61   | 31   | 20   | 15   | 7    |

|  |